# Bractechlamys antillarum
Bractechlamys antillarum är en musselart som först beskrevs av Recluz 1853.  Bractechlamys antillarum ingår i släktet Bractechlamys och familjen kammusslor. Inga underarter finns listade i Catalogue of Life.